# Luis Carlos Florès
Luis Carlos Florès (ur. 28 października 1950) – brazylijski kolarz szosowy, srebrny medalista mistrzostw świata. 

## Kariera
Największy sukces w karierze Luis Carlos Florès osiągnął w 1968 roku, kiedy zdobył brązowy medal w wyścigu ze startu wspólnego amatorów podczas mistrzostw świata w Montevideo. W zawodach tych wyprzedził go jedynie Włoch Vittorio Marcelli, a trzecie miejsce zajął Szwed Erik Pettersson. Był to jednak jedyny medal wywalczony przez Florèsa na międzynarodowej imprezie tej rangi. W 1971 roku zdobył srebrny medal w tej samej konkurencji podczas igrzysk panamerykańskie w Cali. W latach 1970 i 1971 zajmował trzecie miejsce w klasyfikacji generalnej Vuelta Ciclista del Uruguay. W 1972 roku wystartował w wyścigu ze startu wspólnego na igrzyskach olimpijskich w Monachium, jednak nie ukończył rywalizacji.